# Vivien Sandberg
Vivien Sandberg (* 28. Februar 2001) ist eine deutsche Tennisspielerin. 

## Karriere
Sandberg spielt vorrangig auf der ITF Women’s World Tennis Tour, wo sie bislang drei Titel im Doppel gewann.

## Turniersiege

### Doppel
| Nr. | Datum             | Turnier             | Kategorie | Belag     | Partnerin                 | Finalgegnerinnen                   | Ergebnis          |
| --- | ----------------- | ------------------- | --------- | --------- | ------------------------- | ---------------------------------- | ----------------- |
| 1.  | 12. Oktober 2024  | Scharm asch-Schaich | ITF W15   | Hartplatz | Mia Mack                  | Mara Gae Zuzanna Pawlikowska       | 6:4, 3:6, [12:10] |
| 2.  | 19. Oktober 2024  | Scharm asch-Schaich | ITF W15   | Hartplatz | Mia Mack                  | Alissa Kjummel Jekaterina Makarowa | 6:0, 6:3          |
| 3.  | 14. Dezember 2024 | Stellenbosch        | ITF W15   | Hartplatz | Luisa Meyer auf der Heide | Astrid Cirotte Lucie Pawlak        | 6:4, 6:3          |